# Дезідеріо да Сеттіньяно

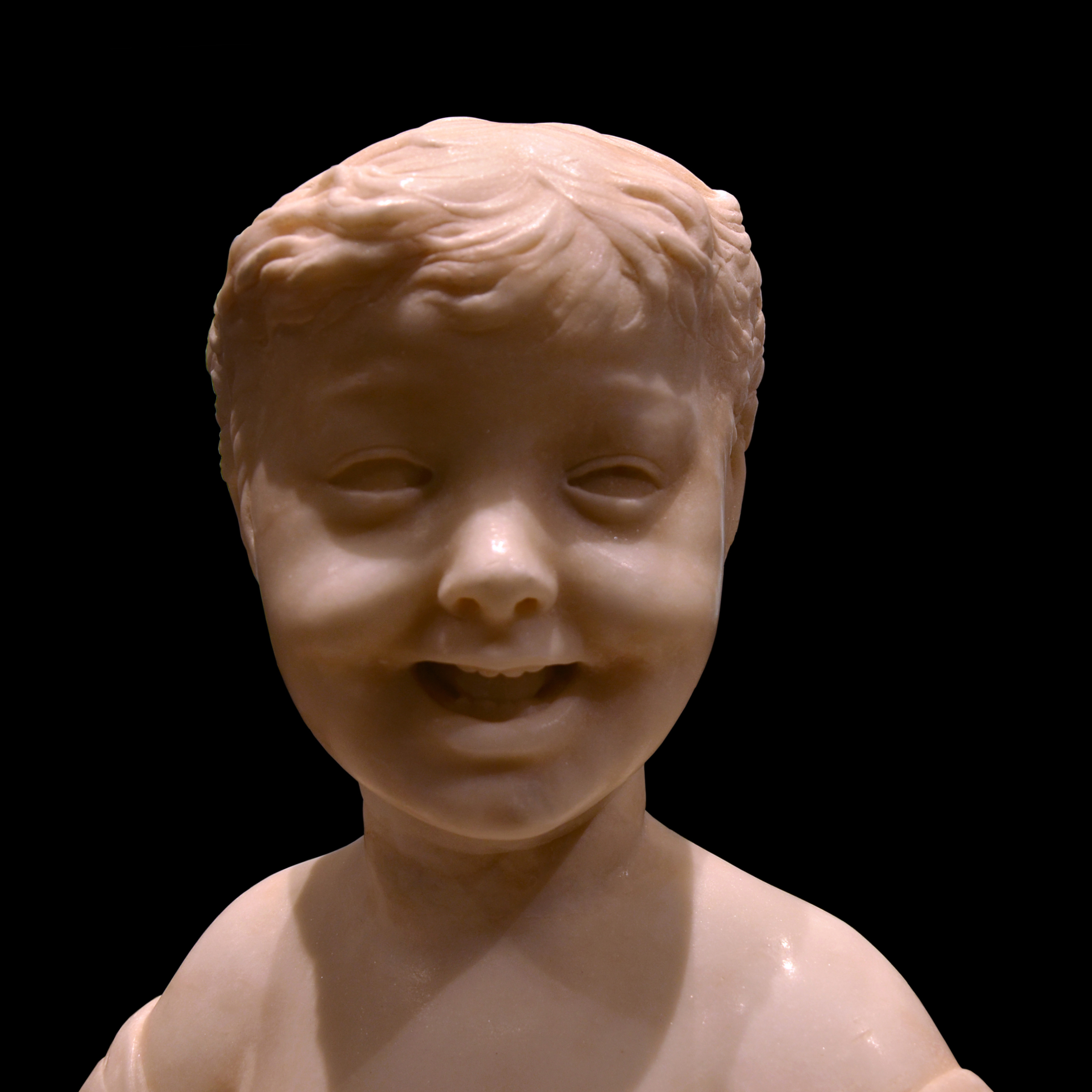
«Хлопчик, що сміється», бл. 1460/1464. Кунсткамера, Музей історії мистецтв, Відень

Дезідеріо да Сеттіньяно (італ. Desiderio da Settignano; бл. 1430, Сеттіньяно — 16 січня 1464, Флоренція) — італійський скульптор флорентійської школи; представник доби Раннього Відродження.

## Біографія
Припускається, що навчався у Бернардо Росселліно (1409—1464); зазнав значного впливу Донателло (1386—1466). Походив з родини скульпторів, що працювали у Сеттіньяно (біля Флоренції); від назви містечка і походить його прізвище. В 1453 році вступив до цеху каменярів у Флоренції; в цей же час він створив один із найвідоміших своїх творів — надгробок Карло Марсуппіні для церкви Святого Хреста у Флоренції. Це мармуровий надгробок з архітектурним обрамленням у вигляді арки на пілястрах знаходиться біля стіни бічного нефа навпроти подібний по композиції до надгробку Леонардо Бруні, створеного скульптором Бернардо Росселліно. Надгробок характеризується витонченими різьбленими орнаментальними деталями, м'яким ліризмом образів Богоматері із немовлям, що поміщені у люнеті та двома оголеними путті, що тримають герби покійного. Помер у Флоренції 16 січня 1464 року.
Творам Дезідеріо да Сеттіньяно притаманне моделювання поверхні форм, яка створює враження димки світлотіні, що надає одухотвореності його персонажам, наприклад, «Портрет хлопчика» (бл. 1460, Вашингтон, Національна галерея мистецтва). Віртуозно володів технікою «сплющеного рельєфу» (італ. rilievo schiacciato), яку розробив Донателло. Роботи Дезідеріо, створені з використанням цієї техніки, характеризуються тонкістю градацій дуже низького, навіть плоского рельєфу. Серед таких творів: «Святий Ієронім» (бл. 1455, Вашингтон, Національна галерея мистецтва). Однією з найвідоміших робіт скульптора є великий мармуровий табернакль (бл. 1461, Флоренція, базиліка Сан-Лоренцо). Як й інші флорентійські скульптори, працював в жанрі надгробка, який був одним із провідних жанрів монументальної скульптури XV ст.

## Основні твори
- надгробок Карло Марсуппіні (бл. 1453, церква Санта-Кроче, Флоренція);
- рельєф «Мадонна Панчатікі» (бл. 1450/54) та жіночий портрет (бл. 1460/64) — обидва у Національному музеї, Флоренція;
- портрети дітей в образах Іоанна Хрестителя і немовляти Христа (бл. 1455/60, Ермітаж, Санкт-Петербург, і Національна галерея мистецтва, Вашингтон).